# イリネイ・サントス・ダ・シルヴァ
イリネイ・サントス・ダ・シルヴァ（Iriney Santos da Silva、1981年4月23日 - ）は、ブラジル・アマゾナス州出身のサッカー選手。ポジションはミッドフィールダー。

## 経歴
ラージョ・バジェカーノで3シーズン過ごし、2005年にセルタ・デ・ビーゴに移籍した。セルタでは2シーズンで55試合に出場した。2007年、セルタの2部降格を機に移籍先を探したが見つからず、1シーズンの間は無所属となった。2008年、移籍金なしでUDアルメリアに加入した。2008-09シーズンは中盤戦でポジションを掴み、18試合に出場した。2009年6月、アルメリアとの契約満了に伴い、レアル・ベティスへ移籍。